# Tegastidae
Tegastidae är en familj av kräftdjur. Tegastidae ingår i ordningen Harpacticoida, klassen Maxillopoda, fylumet leddjur och riket djur. Enligt Catalogue of Life omfattar familjen Tegastidae 21 arter. 
Kladogram enligt Catalogue of Life och Dyntaxa:
| Tegastidae | \| \| Parategastes \| \| \| \| \| \| Syngastes \| \| \| \| \| \| Tegastes \| \| \| \| |
|            | \| \| Parategastes \| \| \| \| \| \| Syngastes \| \| \| \| \| \| Tegastes \| \| \| \| |
|            | Parategastes                                                                          |
|            |                                                                                       |
|            | Syngastes                                                                             |
|            |                                                                                       |
|            | Tegastes                                                                              |
|            |                                                                                       |